# Edifici del Rectorat (València)
L'edifici del Rectorat és la seu central de la Universitat de València, construït entre el 1922 i el 1944, any de la seua inauguració. Inicialment va ser concebut com a Facultat de Ciències i acull des del 2002 el Rectorat i els serveis centrals de la universitat. És obra l'arquitecte valencià Mariano Peset Aleixandre i el seu estil arquitectònic més característic és l'art déco valencià.
Està localitzat al Campus de Blasco Ibáñez, a la cantonada de l'avinguda de Blasco Ibáñez amb el carrer Jaume Roig de la ciutat, al barri de Ciutat Universitària (districte de Pla del Real). Està catalogat com a Bé Immoble de Rellevància Local des de 2015.

## Història
El disseny inicial de l'edifici és de l'arquitecte José Luis Oriol y Urigüen que l'any 1908 va guanyar el concurs per al disseny de l'aleshores anomenada "Ciutat Universitària de València" (actual Campus de Blasco Ibáñez) inserit en l'incipient passeig de València al Mar. Inicialment el projecte tenia previst la construcció de dos edificis: el destinat a la Facultat de Ciències (i actual Rectorat) i un segon per a la Facultat de Medicina.
La construcció d'aquests edificis destinats a l'ús docent parteix de la necessitat de dotar d'unes noves instal·lacions per a la Facultat de Ciències que ocupava les antiquades instal·lacions de l'edifici històric de la Nau, al centre històric de la ciutat.
Les obres comencen l'any 1922 però diversos entrebancs retarden el desenvolupament de la construcció. L'incendi de l'edifici de la Nau el 1932 precipiten la necessitat d'accelerar les obres de la nova Ciutat Universitària. L'arquitecte Mariano Peset Aleixandre assumeix el projecte el 1933 i executa alguns canvis importants respecte a l'original d'Oriol.
La Guerra Civil espanyola (1936-1939) esdevé un nou obstacle per a la finalització de l'obra. Nogensmenys acabada la guerra, el nou règim franquista executà al rector de la universitat Joan Peset Aleixandre, impulsor de l'obra i germà de l'arquitecte. Aquest fet va afectar greument l'estat d'ànim de Mariano Peset que tot i això va poder finalitzar l'obra, inaugurant-se finalment l'any 1944.

## Edifici
El projecte inicial de l'edifici de 1908, de l'arquitecte Oriol, seguia un traçat i proporcions monumentals i comptava amb una concepció neobarroca. En el moment del canvi en favor de Peset el 1933, l'edifici havia avançat només en el sòcol i el soterrani pel que el nou projecte dotava d'una nova concepció al conjunt.
Així Peset idea un edifici expressionista pre-racionalista estilísticament ambigu però amb una calibrada composició de volums, en el qual sobreïx la torre de l'observatori astronòmic que fa la funció de ròtula sobre la qual l'edifici gira cap al seu costat perpendicular. Aquesta torre es configura com el cos principal. L'aspecte és robust i monumental, on s'emfatitzen espais rellevants com el vestíbul, l'escala i els accessos.
Malgrat que se li han atribuït trets relacionats amb l'expressionisme alemany, el neomedievalisme o l'estil vienès tardà, l'edifici remet a les òperes prevals de Behrens, Oud, i fins i tot a les construccions dels règims totalitaris europeus que qüestionaven el moviment modern, com les d'Albert Speer i Troost.
En les façanes i a l'interior del propi edifici s'aprecien una mescla de llenguatges arquitectònics, oscil·lant entre l'art déco valencià, un classicisme simplificat i una refinada juxtaposició de volums, hereua del corrent modernista austríac Sezession i els escalonaments de la Wiener Werkstätte. Aquesta pluralitat d'estils es deu també al dilatat en el temps de l'execució del projecte i la finalització definitiva de la construcció de l'edifici ja en la dictadura que es vantava d'un gust allunyat dels moviments anomenats d'entreguerres per altres de caràcter més castís com es pot trobar a l'ornamentació interior, com la decoració de l'aula Magna, els sostres d'escaiola o els elements d'il·luminació, que pareixen renegar de la seua adscripció exterior.
L'edifici va ser rehabilitat per la universitat l'any 2000 com a seu del Rectorat i dels Serveis Centrals pels arquitectes Luis Carratalá Calvo i Antonio Escario Martínez, actuació que finalitzaria l'any 2002.

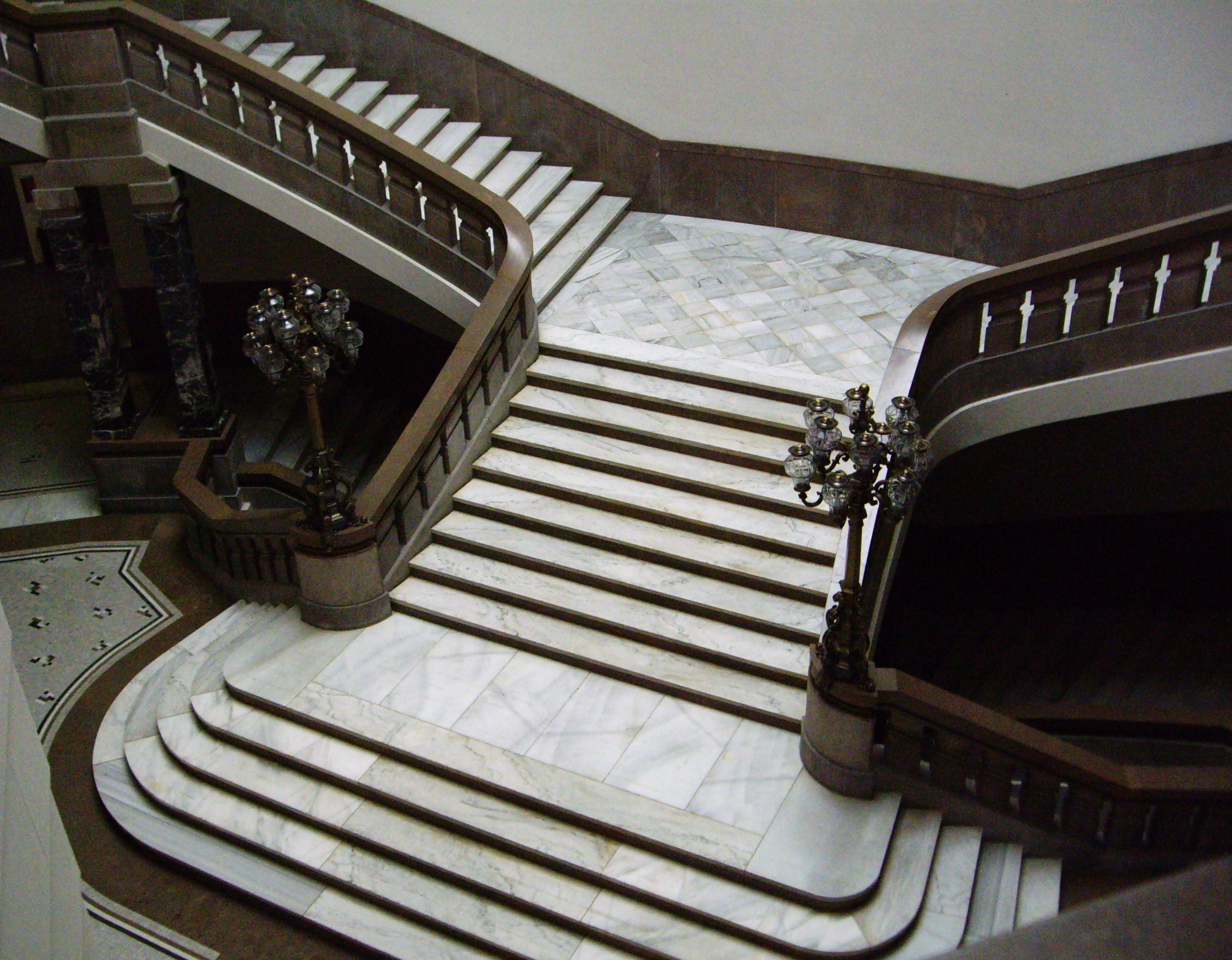
Escala imperial de l'interior del Rectorat
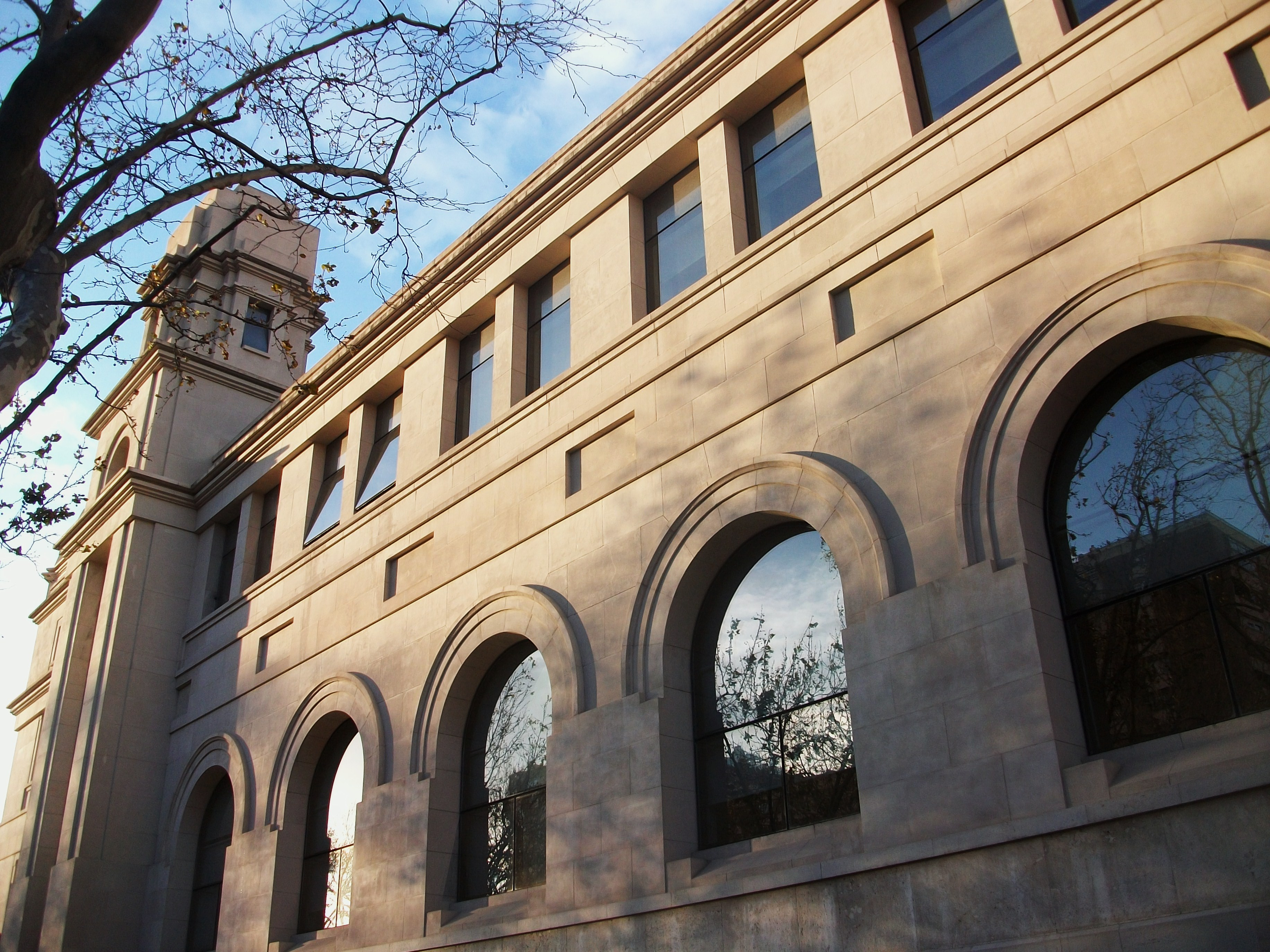
Façana lateral
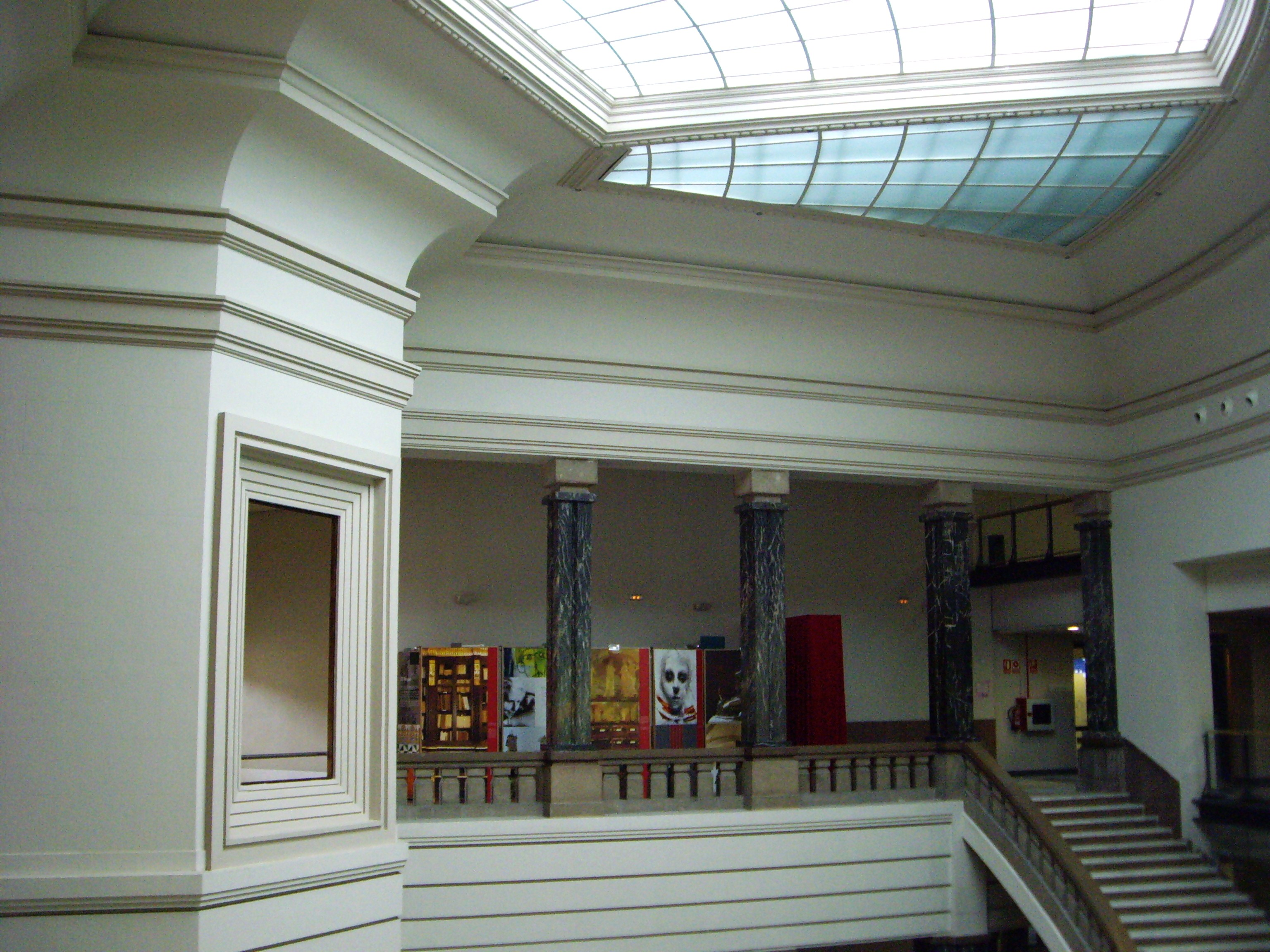
Interior del Rectorat
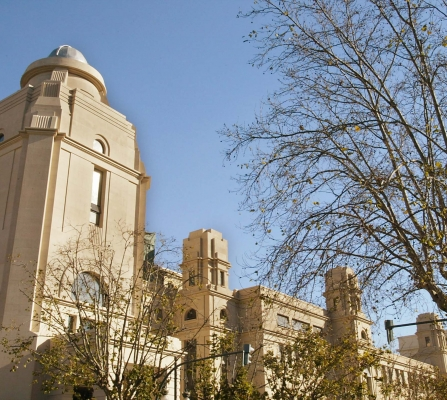
Vista des de l'avinguda Blasco Ibáñez